# Dominique-Madeleine Moisy
Dominique-Madeleine Moisy est né à Paris le 21 septembre 1731. 
Horticulteur, on lui doit la création des jardins de l'hôtel du maréchal duc de Biron, actuellement musée Rodin à Paris. Il épouse à Versailles le 4 mai 1761 Dorothée Ambroise Richard, fille de Claude Richard, jardinier en chef de Trianon. Le ménage a dix-sept enfants. 
Il meurt à Paris le 8 mars 1816.